# まこと屋
株式会社マコトフードサービスは、大阪市福島区に本社を置き、関西・中部・関東・海外
を中心にラーメン店「まこと屋」を展開する企業。

## 概要
ラーメンをメインとする「まこと屋」を展開。2025年5月現在、大阪・兵庫・京都・奈良・和歌山・滋賀・福井・徳島・高知・東京・神奈川・埼玉・千葉・静岡・愛知・岐阜・三重・福岡・沖縄の19都道府県に店舗を展開する。
また、海外では台湾・マカオ・スリランカ・オーストリア・インドネシア・モンゴルの6カ国に展開する。
直営店の他一部でフランチャイズ展開を行う。
外食産業では多業態展開を進める企業が一般的な中で、同社ではラーメン業態、単業態での展開を進めていく方針。

## 特徴
まこと屋は、牛骨を使った白湯スープが特徴のラーメン店。
特に「牛白湯ラーメン」が看板メニュー。その他にも、鶏じゃんラーメンや熟成背脂醤油ラーメンなど、様々なラーメンメニューがある。
元祖「牛白湯スープ」
特殊な大型圧力寸胴を使い炊き出した濃厚牛骨白湯スープ
創業以来研究を重ね旨さを極めた味
まこと屋特製生麺
小麦粉を独自にブレンド。
スープ
牛骨スープで、特殊な大型圧力寸胴を使い炊き出した濃厚牛骨白湯スープ。セントラルキッチン方式では美味しいスープが出せないということで、各店舗で作っている。クセが少ないため子供にも人気がある。
チャーシュー
豚ロースを店舗で仕込んで柔らかく仕上げている。
煮卵
これも店舗で仕込んでいる。カラーファン（Color Fan）15段階以上の真っ赤な黄身を使用。

## 沿革
| 1999年(平成11年）10月 1号店となる福島店オープン。 2000年(平成12年）7月 2号店となる心斎橋店オープン。 2003年(平成15年）2月 法人化し有限会社マコトフードサービス設立。 4月 チェーンストアを目指す。ペガサスクラブ加盟。 10月 泉ヶ丘店オープン。 2004年(平成16年）3月 パウ西宮店オープン。 8月 マックスバリュ羽倉崎店オープン。 2005年(平成17年）2月 株式会社マコトフードサービスに組織変更。 2月 福知山店オープン。 11月 姫路宿場町店オープン。 2006年(平成18年）3月 イオン上郡SC店オープン。 11月 イオンタウン佐用店オープン。 2007年(平成19年）9月 台湾誠屋オープン。 11月 箕面牧落店オープン。 2008年(平成20年）2月 イオン長田南ショッピングセンター店オープン。 10月 イオンタウン姫路別所店オープン。 2009年(平成21年）1月 イオンタウン野口ショッピングセンター店オープン。 7月 尼崎次屋店オープン。 12月 台湾誠屋京站店オープン。 2010年(平成22年） 3月 近大前店オープン。 7月 堺石津店オープン。 11月 東京ラーメンショーに大阪代表として出店。 2011年(平成23年） 7月 長居公園南店オープン。 10月 武庫川店オープン。 2012年(平成24年 11月 伊丹瑞ヶ丘店オープン。 2013年(平成25年 10月 伊丹山田店オープン。 2014年(平成26年）6月 平野馬場店オープン。 2015年(平成27年）6月 大東南新田店オープン。 10月 台湾市民復興店オープン。 10月 岸和田三田店オープン。 2016年(平成28年） 2月 福島店リニューアルオープン。 3月 貝塚店オープン。 6月 外環横小路店オープン。 6月 加古郡播磨店オープン。 10月 堺中央環状店オープン。 2017年(平成29年） 1月 枚方高野道店オープン。 7月 イオンモール徳島店オープン。 9月 イオンモール神戸南店オープン。 10月 堺泉北大庭寺店オープン。 2018年(平成30年） 2月 マカオ サンズコタイセントラル店オープン。 3月 厚木山際店・大津堅田店オープン。 4月 枚方磯島元町店オープン。 11月 堺新家町店オープン。 12月 富田林甲田店・羽曳野尺度外環店オープン。 2019年(平成31年） 1月 八尾南太子堂店オープン。 3月 天理田井庄町店オープン。 4月 栗東インター前店オープン。 2019年(令和元年） 11月 スリランカ One Gall Face Mall店・河内長野千代田店オープン。 12月 橿原曲川店・台湾 桃園空港店オープン。 2020年(令和2年） 9月 彦根ベルロード店（FC）オープン。 10月 東近江八日市店オープン。 11月 亀岡千代川店オープン。 12月 大府共和店オープン。 2021年(令和3年） 1月 各務原鵜沼店オープン。 2月 ウィーン市政府前店オープン。 4月 奈良紀寺町店オープン。 5月 葛城新庄店・鈴鹿三日市町中央通リ店オープン。 7月 早田栄町金華橋店オープン。 8月 江南赤童子店オープン。 9月 長浜八幡中山町店（FC）オープン。 11月 八幡陣原店（FC）オープン。 12月 香芝インター前店（FC）オープン。 2022年(令和4年） 4月 大垣禾森町店オープン。 5月 明石明南町店（FC)オープン。 6月 一宮尾西店（FC)オープン。 7月 三木大村店・和歌山大浦街道店・旭区生江店オープン。 8月 オーストリアWien2号店『SCS店』オープン。 9月 オーストリアWien3号店『MAHÜ店』・姫路砥堀店(FC)オープン。 10月 西尾店オープン。 11月 岩倉店オープン。 12月 寝屋川打上元町店オープン。 2023年(令和5年） 1月 台湾誠屋『民生雙連本店』・オーストリア Wien4号店『Landstrasse 店』オープン。 2月 岩塚本通店・姫路広畑店・南風原（はえばる）店オープン。 3月 城陽店・豊橋曙店(FC)オープン。 4月 伏見稲荷OICYビレッジ店オープン。 5月 豊中豊南町店・オーストリアWien５号店『GRAZ店』オープン。 7月 三重川越店・ふじみ野店オープン。 8月 浜松佐鳴台店オープン。 11月 福生店オープン。 12月 指扇店オープン。 2024年(令和6年） 2月 渋谷センター街本店オープン。 4月 稲沢店・茨木舟木町店・８号線福井開発店オープン。 5月 バリ島『RAMEN SEIYA』・スペイン『ログローニョ店』・高槻高西店オープン。 6月 高知若松店・一宮浅野店(FC)オープン。 7月 モンゴル『ウランバートル１号店 セントラルタワー店』・福島分店・宗像３号線店・埼玉伊奈店オープン。 9月 松戸五香店オープン。 10月 モンゴル『ウランバートル2号店』（TARAセンター店）・市原白金通り店オープン。 12月 名古屋東茶屋店オープン。 2025年(令和7年） 2月 モンゴル『ウランバートル3号店RAMEN MAKOTOYA HUNNU MALL』・インドネシア ジャカルタ『RAMEN SEIYA BINTARO XCHANGE』オープン。 3月 門真岸和田店・加古川平岡店オープン。 4月 大阪万博 ORA外食パビリオン『宴～UTAGE～』出店。新所沢店オープン。 |